# نیکولا سیترو
نیکولا سیترو (انگلیسی: Nicola Citro؛ زادهٔ ۲۷ مهٔ ۱۹۸۹) بازیکن فوتبال اهل ایتالیا است.
از باشگاه‌هایی که در آن بازی کرده‌است می‌توان به باشگاه فوتبال تراپانی اشاره کرد.